# Radio et télévision nationales iraniennes
La Radio et télévision nationales iraniennes ou RTNI  (en persan : رادیو تلویزیون ملی ایران) était la première organisation de la radio-télévision iranienne qui a fait ses débuts le 26 octobre 1966 et a fonctionné jusqu'à la révolution de 1979. Par la suite la RTNI deviendra la Radio et télévision de la République islamique d'Iran ou Islamic Republic of Iran Broadcasting (IRIB).

## Historique
Pendant l'été 1966, l'Organisation du Plan et du Budget débloque les fonds nécessaires au projet et le ministère de l'Économie fait don d'un terrain pour la construction de studios. Des installations provisoires sont mises en place, et le 26 octobre 1966, la télévision nationale iranienne diffuse sa première émission, un communiqué du Chah. Un essai de programmes est effectué et les programmes complets sont lancés dès Norouz, le nouvel an iranien, au mois de mars 1967. La première semaine des programmes comprenait la diffusion de la célébration de l'anniversaire du Chah depuis le stade d'Amjadieh.
En juin 1967, le Parlement approuve la proposition d'indépendance économique et administrative de la télévision nationale iranienne (TNI), sa libération du contrôle de la PIT en ce qui concerne le matériel, et sa séparation du département de la publication et la diffusion, pour la production et la programmation. En 1970, l'Institut de gestion industrielle à Téhéran propose de fusionner la TNI avec Radio Iran et de planifier l'expansion rapide des services de la diffusion à l'extérieur de l'Iran en établissant de nouveaux centres de transmission.
En 1971, la Radio et télévision nationales iraniennes (RTNI) est créée avec un statut de monopole public de radiodiffusion fonctionnant comme une entreprise gouvernementale indépendante. Le Chah nomme Reza Ghotbi comme premier directeur général de l'organisme. 
Avant 1967 la télévision couvrait une population d'environ 2,1 millions personnes. Quand la RTNI a commencé ses diffusions régulières, cette couverture est montée à 4,8 millions, et dès 1974 a atteint plus de 15 millions, à peu près la moitié de la population du pays. La RTNI donnait priorité à la stratégie de développement de l'État, ce qui est évident au regard du budget important alloué à l'organisation. En 1975, la RTNI était au second rang après le Japon en Asie pour le développement de la capacité de diffusion. 

## Services de radio-télévision internationaux de la RTNI
Durant vingt-deux ans, l'American Forces Network (ou American Forces Radio and Television Service - AFRTS) a diffusé des programmes de radio (Radio 1555) et de télévision (Canal 7) en langue anglaise pour la capitale iranienne à partir de studios situés à Téhéran. En 1976, le gouvernent iranien décide que l'AFRTS doit cesser ses diffusions, ce qui est effectif le 25 octobre 1976, un jour avant le 57e anniversaire du Chah.
NIRT International Radio, d'abord appelée « Tehran International », commence à diffuser dès le lendemain, notamment à l'intention des 60 000 militaires et personnels américains stationnés en Iran comme pour d'autres expatriés résidents dans le pays. La station, qui comptait une équipe de présentateurs américains et britanniques, était diffusée sur 1 555 kHz AM (Onde moyenne) et 106 MHz FM (stéréo) à Téhéran.
NIRT International Television diffusait 8 h 30 de programmes quotidiens, principalement en anglais (en majorité des programmes importés des États-Unis), mais aussi des films et des émissions en français et allemand.